# ديفيد إدوارد برايس
ديفيد إدوارد برايس (بالإنجليزية: David Edward Price)‏ هو سياسي كندي، ولد في 11 مايو 1826 في مدينة كيبك في كندا، وتوفي في 22 أغسطس 1883 في كندا. حزبياً، نشط في حزب كندا المحافظ. وقد انتخب عضو مجلس الشيوخ الكندي.